# Dendrolagus bennettianus
Il canguro arboricolo di Bennett (Dendrolagus bennettianus De Vis, 1887) è un grosso canguro arboricolo. I maschi possono pesare da 11,5 fino a quasi 14 kg, mentre le femmine pesano da 8 a 10,6 kg. È un animale molto abile, in grado di saltare per 9 metri da un ramo all'altro, ed è noto che può gettarsi al suolo da un'altezza di 18 metri senza ferirsi.

## Habitat
Questo canguro arboricolo molto elusivo (o «criptico») vive nelle foreste pluviali, sia di montagna che di pianura, a sud di Cooktown (Queensland), fino al Fiume Daintree: un'area che si estende soltanto per 3500 km². Ogni tanto si trova anche nelle macchie di sclerofille. Si nutre quasi solamente delle foglie di una vasta gamma di alberi della foresta pluviale, soprattutto di Schefflera actinophylla (l'albero ombrello), viti e felci, e di vari frutti selvatici.
Ora che gli aborigeni lo cacciano solo raramente, i suoi predatori principali sono i pitoni e i dingo. Si ritiene che sia il canguro arboricolo più simile alle forme ancestrali.

## Descrizione
Come altri canguri arboricoli, ha arti anteriori più lunghi e quelli posteriori più corti di quelli dei canguri terrestri ed una coda lunga e folta. Il dorso è di colore bruno scuro, mentre il mento, la gola e il basso addome sono di un marrone più chiaro. La fronte e il muso sono grigiastri. I piedi e le mani sono neri. La coda presenta una macchia nera alla base ed una chiara sulla parte superiore. Le orecchie sono corte e arrotondate.

## Conservazione
Nonostante la IUCN continui ancora a classificare il canguro arboricolo di Bennett tra le specie «prossime alla minaccia», il suo numero sembra aumentato e il suo areale più vasto. In anni recenti i suoi avvistamenti si sono fatti più comuni. Nel 2006 un esemplare morto è stato trovato lungo la Amos Bay Road, appena a sud di Cooktown. L'aumento del suo numero e l'ampliarsi dell'areale sono dovuti probabilmente al fatto che gran parte della zona in cui vive è stata ora dichiarata Patrimonio dell'Umanità; inoltre, non viene più cacciato assiduamente dai popoli aborigeni come un tempo. Sia Roger Martin che Lewis Roberts, due dei maggiori esperti mondiali di questa specie, ritengono che debba essere incluso tra le specie dallo status «sicuro».

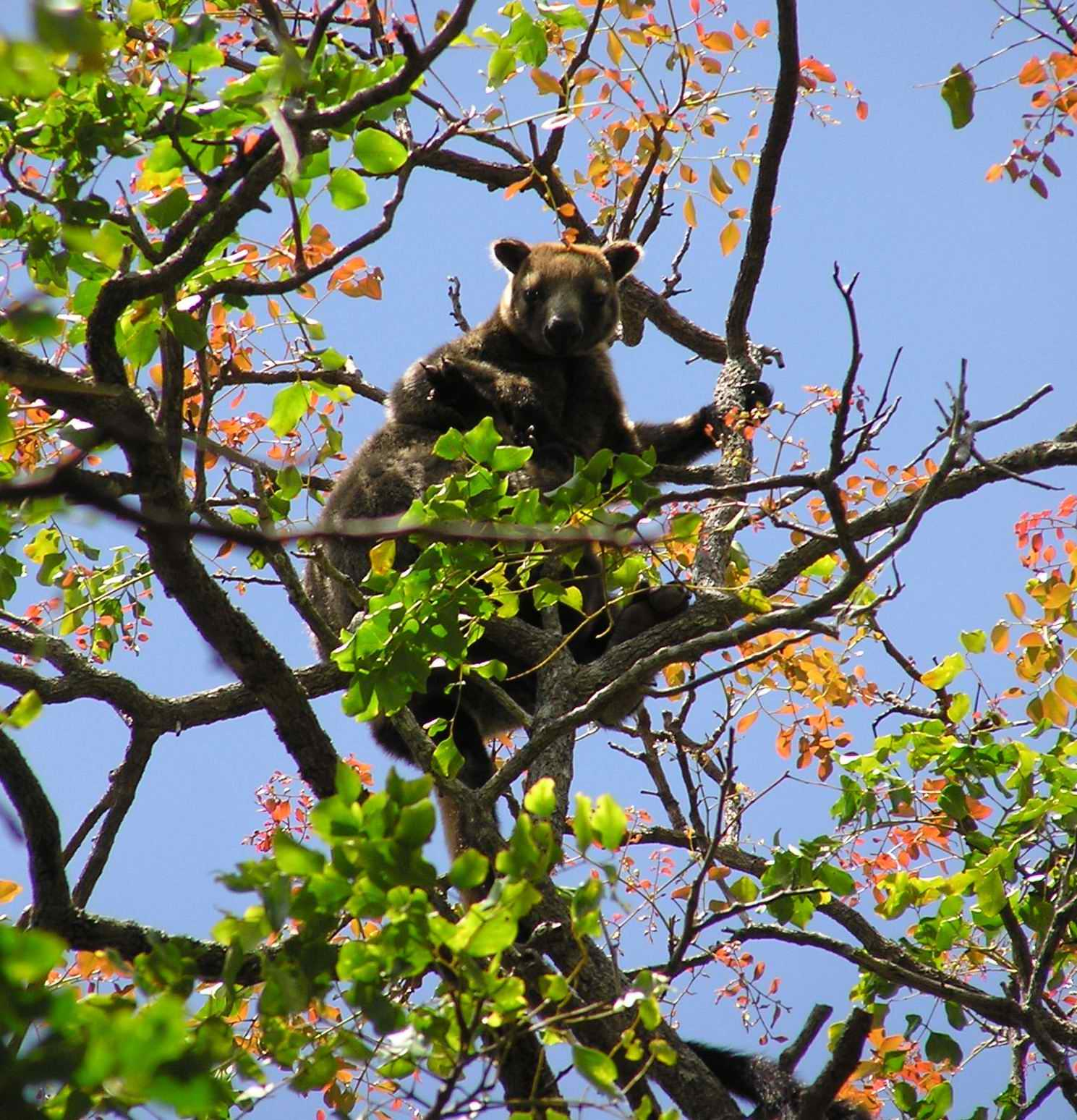
Una madre col piccolo. Foto di Sandra Lloyd, Monte Poverty. 2006.